# Olympische Sommerspiele 1952/Rudern – Zweier ohne Steuermann
Die Regatta im Zweier ohne Steuermann der Männer bei den Olympischen Sommerspielen 1952 wurde vom 20. bis 23. Juli in der Bucht Seurasaarenselkä ausgetragen.

## Ergebnisse

### Vorläufe
Das schnellste Boot aus jedem Lauf qualifizierte sich für das Halbfinale.

#### Vorlauf 1
| Rang | Athleten                            | Nation             | Zeit       |
| ---- | ----------------------------------- | ------------------ | ---------- |
| 1    | Kurt Schmid Hans Kalt               | Schweiz            | 7:46,0 min |
| 2    | David Callender Christopher Davidge | Großbritannien     | 7:47,0 min |
| 3    | Michel Knuysen Bob Baetens          | Belgien            | 7:48,9 min |
| 4    | Charles Logg Thomas Price           | Vereinigte Staaten | 7:50,7 min |

#### Vorlauf 2
| Rang | Athleten                           | Nation     | Zeit       |
| ---- | ---------------------------------- | ---------- | ---------- |
| 1    | Don Palmer Vic Middleton           | Australien | 8:06,4 min |
| 2    | Bent Jensen Palle Tillisch         | Dänemark   | 8:13,3 min |
| 3    | Bruno Gamba Antonio Saverio        | Italien    | 9:21,2 min |
|      | Jan Świątkowski Stanisław Wieśniak | Polen      | DSQ        |

#### Vorlauf 3
| Rang | Athleten                         | Nation      | Zeit       |
| ---- | -------------------------------- | ----------- | ---------- |
| 1    | Ben Binnendijk Carl Kuntze       | Niederlande | 8:00,4 min |
| 2    | Alberto Madero Óscar Almirón     | Argentinien | 8:02,2 min |
| 3    | Klaus Hahn Herbert Kesel         | Saarland    | 8:09,5 min |
| 4    | Michail Plaksin Wassili Bagrezow | Sowjetunion | 8:12,3 min |

#### Vorlauf 4
| Rang | Athleten                            | Nation         | Zeit       |
| ---- | ----------------------------------- | -------------- | ---------- |
| 1    | Bernt Torberntsson Evert Gunnarsson | Schweden       | 7:54,5 min |
| 2    | Jean-Pierre Souche René Guissart    | Frankreich     | 7:57,9 min |
| 3    | Heinz Renneberg Heinz Eichholz      | BR Deutschland | 8:03,3 min |
| 4    | Bengt Ahlström Stig Winter          | Finnland       | 8:06,7 min |

### Hoffnungslauf
Das schnellste Boot aus jedem Lauf qualifizierte sich für das Halbfinale.

#### Lauf 1
| Rang | Athleten                         | Nation      | Zeit       |
| ---- | -------------------------------- | ----------- | ---------- |
| 1    | Michel Knuysen Bob Baetens       | Belgien     | 7:22,8 min |
| 2    | Michail Plaksin Wassili Bagrezow | Sowjetunion | 7:31,9 min |
| 3    | Bruno Gamba Antonio Saverio      | Italien     | 7:43,4 min |
| 4    | Bengt Ahlström Stig Winter       | Finnland    | 7:47,9 min |

#### Lauf 2
| Rang | Athleten                           | Nation             | Zeit       |
| ---- | ---------------------------------- | ------------------ | ---------- |
| 1    | Charles Logg Thomas Price          | Vereinigte Staaten | 7:28,4 min |
| 2    | Jan Świątkowski Stanisław Wieśniak | Polen              | 7:39,7 min |
| 3    | Klaus Hahn Herbert Kesel           | Saarland           | DNF        |

### Halbfinale
Das schnellste Boot aus jedem Lauf qualifizierte sich für das Finale.

#### Lauf 1
| Rang | Athleten                         | Nation      | Zeit       |
| ---- | -------------------------------- | ----------- | ---------- |
| 1    | Kurt Schmid Hans Kalt            | Schweiz     | 7:37,7 min |
| 2    | Don Palmer Vic Middleton         | Australien  | 7:46,8 min |
| 3    | Jean-Pierre Souche René Guissart | Frankreich  | 7:54,7 min |
| 4    | Alberto Madero Óscar Almirón     | Argentinien | 7:59,8 min |

#### Lauf 2
| Rang | Athleten                            | Nation         | Zeit       |
| ---- | ----------------------------------- | -------------- | ---------- |
| 1    | David Callender Christopher Davidge | Großbritannien | 7:45,6 min |
| 2    | Ben Binnendijk Carl Kuntze          | Niederlande    | 7:53,2 min |
| 3    | Bernt Torberntsson Evert Gunnarsson | Schweden       | 8:07,5 min |
| 4    | Bent Jensen Palle Tillisch          | Dänemark       | 8:15,7 min |

### Hoffnungslauf Halbfinale
Das schnellste Boot aus jedem Lauf qualifizierte sich für das Finale.

#### Lauf 1
| Rang | Athleten                   | Nation             | Zeit       |
| ---- | -------------------------- | ------------------ | ---------- |
| 1    | Charles Logg Thomas Price  | Vereinigte Staaten | 7:36,2 min |
| 2    | Bent Jensen Palle Tillisch | Dänemark           | 7:47,1 min |
| 3    | Don Palmer Vic Middleton   | Australien         | 7:50,5 min |

#### Lauf 2
| Rang | Athleten                     | Nation      | Zeit       |
| ---- | ---------------------------- | ----------- | ---------- |
| 1    | Michel Knuysen Bob Baetens   | Belgien     | 7:35,0 min |
| 2    | Alberto Madero Óscar Almirón | Argentinien | 7:41,0 min |
| 3    | Ben Binnendijk Carl Kuntze   | Niederlande | 7:44,7 min |

#### Lauf 3
| Rang | Athleten                            | Nation     | Zeit       |
| ---- | ----------------------------------- | ---------- | ---------- |
| 1    | Jean-Pierre Souche René Guissart    | Frankreich | 7:57,1 min |
| 2    | Bernt Torberntsson Evert Gunnarsson | Schweden   | 7:58,6 min |

### Finale
| Rang | Athleten                            | Nation             | Zeit       |
| ---- | ----------------------------------- | ------------------ | ---------- |
| 1    | Charles Logg Thomas Price           | Vereinigte Staaten | 8:20,7 min |
| 2    | Michel Knuysen Bob Baetens          | Belgien            | 8:23,5 min |
| 3    | Kurt Schmid Hans Kalt               | Schweiz            | 8:32,7 min |
| 4    | David Callender Christopher Davidge | Großbritannien     | 8:37,4 min |
| 5    | Jean-Pierre Souche René Guissart    | Frankreich         | 8:48,8 min |